# Royals (Lied)
Royals ist ein Lied der neuseeländisch-kroatischen Sängerin Lorde aus dem Jahr 2012. Es erschien im Juni 2013 als Single und avancierte als Millionenseller und weltweiter Nummer-eins-Hit, der unter anderem auch mit Grammys ausgezeichnet wurde.

## Entstehung und Veröffentlichung
Das Lied wurde von der Interpretin Ella Yelich-O’Connor (Lorde) selbst geschrieben, zusammen mit Joel Little. Letztere zeichnete zudem auch für die Produktion verantwortlich.
Die Erstveröffentlichung von Royals erfolgte im Jahr 2012 als Promo-Single bei Universal Music. Am 8. März 2013 erschien es erstmals offiziell als Teil von Lordes erster EP The Love Club. Am 3. Juni desselben Jahres erschien das Lied zunächst als Airplay, bevor es am 2. August als Single erschien (Katalognummer: 00602537507672). Diese erschien weltweit in verschiedenen Ausführungen als CD und Download, die sich alle durch die Anzahl und Auswahl der B-Seiten unterscheiden. Am 27. September 2013 erschien es zudem als Teil von Lordes ersten Studioalbum Pure Heroine (Katalognummer: 06025 3751900).

## Hintergrund
Lorde wurde von dem A&R-Mitarbeiter Scott MacLachlan von Universal Music Group im Alter von 12 Jahren entdeckt, als MacLachlan Filmmaterial von Lordes Auftritt bei einer Schultalentshow in Auckland sah. Mit 13 Jahren begann Lorde selbst, Lieder zu schreiben. MacLachlan versuchte erfolglos, Lorde mit verschiedenen Songschreibern und Musikproduzenten bekannt zu machen, um ihr bei der Produktion ihrer Lieder zu helfen. Im Dezember 2011, als Lorde 15 Jahre alt wurde, lernte sie den neuseeländischen Musikproduzenten Joel Little kennen. Little war von Lordes Stimme und ihren Songschreiberfähigkeiten beeindruckt und produzierte Lieder, die zu Lordes Stimme passten.

## Musikalisches und Inhalt
Lorde schrieb den Text zu Royals im Juli 2012 in ihrem Elternhaus innerhalb einer halben Stunde. Lorde und Jason Little nahmen einige Songs, unter anderem auch Royals, in Littles Golden Age Studios in Auckland auf. Innerhalb einer Woche wurde die Aufnahme abgeschlossen, Lorde tat dies innerhalb ihrer Schulferien. Lorde hatte die Idee zum Schreiben eines Liedes über den Luxus von Musikern, nachdem sie ein Foto des Fotografen Ted Spiegel gesehen hatte, auf dem der Kansas-City-Royals-Spieler George Brett Baseballs signiert und der Name seines Teams (Royals) auf seinem Trikot steht.
Royals wurde mit Hilfe der Software Pro Tools produziert. Verschiedene Printmedien ordnen Royals als Artpop, Minimal Pop oder Elektropop ein. Royals ist in G-Dur mit mixolydischem Modus geschrieben und hat ein moderates Tempo von 85 Schlägen pro Minute. Die Akkordfolge lautet I-bVII-IV (D – C – G). Lordes Stimmumfang ist im Bereich des Mezzosopran und reicht von F♯3 bis zu A♯4. Der Text von Royals handelt vom luxuriösen Lebensstil gegenwärtiger Künstler.

## Rezeption

### Preise
Bei den Grammy Awards 2014 gewann das Lied in den Kategorien „Grammy Award for Song of the Year“ sowie Grammy Award for Best Pop Solo Performance.

### Rezensionen
Royals wurde von den Kritikern positiv aufgenommen. Anne Nußbaum von Laut.de bezeichnete den Song „nicht mal (als) das spannendste Stück“ auf Lordes Album Pure Heroine, „aber gerade die Einfachheit in Struktur und Ausstattung übt eine unbestreitbare Faszination aus, die sich durch das Gesamtwerk zieht“, so die Kritikerin weiter. Für Natalie Cada von Plattentests.de klingt Lorde in Royals „anfänglich wie eine sehr junge Amy Winehouse mit viel Soul und Rock im Blut. Doch nur ein paar Takte später hebt sich auch hier wieder das Stimmchen und erzählt […] von Mädchen-Fantasien, ohne ein Blatt vor den Mund zu nehmen.“ Lewis Corner von Digital Spy gab dem Song 5 von 5 Sternen und schrieb, dass Royals „eine süchtig machende Hookline“ habe, die „auf der Einfachheit des Songs gedeiht.“

## Kommerzieller Erfolg

### Chartplatzierungen
Royals erreichte weltweit hohe Chartplatzierungen. In Lordes Heimatland Neuseeland erreichte der Song am 15. März 2013 die Spitzenposition und konnte sich auf dieser drei Wochen lang halten. In den Vereinigten Staaten erreichte Royals am 3. Oktober 2013 Platz 1 der Billboard Hot 100. Lorde, zu diesem Zeitpunkt 16 Jahre alt, ist die jüngste Solokünstlerin, die die Spitze dieser Charts erreichte seit der US-amerikanischen Sängerin Tiffany 1987. Außerdem ist sie die erste Künstlerin aus Neuseeland, die als Leadartist Platz 1 in den Vereinigten Staaten erreichte. Royals verweilte insgesamt neun Wochen auf Platz 1 in den Billboard Hot 100.
In Deutschland stieg Royals am 4. Oktober 2013 in die Singlecharts ein und konnte bis auf Platz 8 vordringen. Insgesamt blieb der Song sechs Wochen in den Top 10. In Österreich verpasste Royals die Spitzenposition knapp und erreichte Platz 2. In der Schweiz gelang ebenfalls in Form von Platz 3 eine hohe Platzierung. Am 28. Oktober 2013 stieg der Song direkt auf Platz 1 in den britischen Singlecharts ein. Weitere Nummer-eins-Platzierungen gelangen in Belgien und Italien.
| ChartsChartplatzierungen       | Höchstplatzierung | Wochen |
| ------------------------------ | ----------------- | ------ |
| Deutschland (GfK)              | 8 (33 Wo.)        | 33     |
| Neuseeland (RMNZ)              | 1 (51 Wo.)        | 51     |
| Österreich (Ö3)                | 2 (27 Wo.)        | 27     |
| Schweiz (IFPI)                 | 3 (31 Wo.)        | 31     |
| Vereinigtes Königreich (OCC)   | 1 (34 Wo.)        | 34     |
| Vereinigte Staaten (Billboard) | 1 (44 Wo.)        | 44     |

| ChartsJahrescharts (2013)      | Platzierung |
| ------------------------------ | ----------- |
| Deutschland (GfK)              | 59          |
| Neuseeland (RMNZ)              | 1           |
| Österreich (Ö3)                | 46          |
| Schweiz (IFPI)                 | 51          |
| Vereinigte Staaten (Billboard) | 15          |
| Vereinigtes Königreich (OCC)   | 44          |

| ChartsJahrescharts (2014)      | Platzierung |
| ------------------------------ | ----------- |
| Deutschland (GfK)              | 98          |
| Schweiz (IFPI)                 | 67          |
| Vereinigte Staaten (Billboard) | 20          |
| Vereinigtes Königreich (OCC)   | 98          |

| ChartsJahrescharts (2010–2019) | Platzierung |
| ------------------------------ | ----------- |
| Vereinigte Staaten (Billboard) | 18          |

### Auszeichnungen für Musikverkäufe
2013 war Royals der fünftmeistverkaufte Titel in den Vereinigten Staaten und der meistverkaufte eines weiblichen Künstlers in diesem Jahr.
| Land/Region                  | Auszeichnungen für Musikverkäufe (Land/Region, Auszeichnung, Verkäufe) | Verkäufe   |
| ---------------------------- | ---------------------------------------------------------------------- | ---------- |
| Belgien (BRMA)               | Gold                                                                   | 15.000     |
| Brasilien (PMB)              | 3× Diamant                                                             | 750.000    |
| Deutschland (BVMI)           | 3× Gold                                                                | 450.000    |
| Frankreich (SNEP)            | Diamant                                                                | 333.333    |
| Irland (IRMA)                | Gold                                                                   | 7.500      |
| Italien (FIMI)               | 2× Platin                                                              | 60.000     |
| Kanada (MC)                  | Diamant                                                                | 800.000    |
| Neuseeland (RMNZ)            | 7× Platin                                                              | 210.000    |
| Norwegen (IFPI)              | 5× Platin                                                              | 200.000    |
| Österreich (IFPI)            | 2× Platin                                                              | 60.000     |
| Schweden (IFPI)              | 4× Platin                                                              | 160.000    |
| Schweiz (IFPI)               | Gold                                                                   | 15.000     |
| Spanien (Promusicae)         | Platin                                                                 | 60.000     |
| Vereinigte Staaten (RIAA)    | 15× Platin                                                             | 15.000.000 |
| Vereinigtes Königreich (BPI) | 3× Platin                                                              | 1.800.000  |
| Insgesamt                    | 4× Gold · 30× Platin · 6× Diamant ·                                    | 19.920.833 |

Hauptartikel: Lorde/Auszeichnungen für Musikverkäufe
Auszeichnungen nach Musikstreamings

| Land/Region          | Auszeichnungen für Musikverkäufe (Land/Region, Auszeichnung, Verkäufe) | Verkäufe  |
| -------------------- | ---------------------------------------------------------------------- | --------- |
| Dänemark (IFPI)      | Platin                                                                 | 1.800.000 |
| Spanien (Promusicae) | Platin                                                                 | 8.000.000 |
| Insgesamt            | 2× Platin ·                                                            | 9.800.000 |

Hauptartikel: Lorde/Auszeichnungen für Musikverkäufe

## Coverversionen (Auswahl)
- 2013: Cimorelli
- 2013: Pentatonix
- 2014: The Baseballs
- 2016: Leo Moracchioli